# Зейнимелек Ханым-эфенди
Зейнимеле́к Ханы́м-эфе́нди (тур. Zeynimelek Hanım Efendi), также Зерринмеле́к Ханы́м-эфе́нди (тур. Zerrinmelek Hanım Efendi; 1824, Северный Кавказ — 1842, Стамбул) — супруга (вторая икбал) османского султана Абдул-Меджида I, предполагаемая мать Бехие-султан (1841—1842/1847).

## Имя
Турецкий историк Недждет Сакаоглу приводит два варианта имени наложницы Абдул-Меджида I — «Зейнимеле́к» и «Зерринмеле́к». Мемуарист Харун Ачба приводит только один вариант имени — «Зерри́н Меле́к». Энтони Алдерсон и Сюрея Мехмед-бей указывают вариант «Зейнимеле́к».

## Биография
По мнению мемуариста Харуна Ачбы, Зейнимелек родилась в 1824 году на Северном Кавказе в семье абхазского князя Аслана Клыча и его жены Шаши Лоовой. Помимо Зейнимелек в семье было по меньшей мере двое детей: дочь Ихван (1821—1907) и сын Осман (умер в 1890 году).
Как сообщает Ачба, в возрасте примерно пяти-шести лет Зейнимелек вместе с сестрой Ихван и кузинами Эсмахан Лоовой (1823—1898) и Афрой Клыч (1826—1881) попала в султанский дворец. Позднее Ихван покинула дворец и вышла замуж за абхазского князя Тахира Твичбу, а кузины Эсмахан (под именем Иджляль) и Афра (под именем Герьяльфер) служили при дворе валиде Безмиалем-султан — матери Абдул-Меджида I. Во дворце Зейнимелек оказалась под опекой именно Безмиалем, которая дала ей хорошее образование и настояла на том, чтобы девушку обучили рисованию; позднее одна из картин Зейнимелек Ханым-эфенди, написанная для её кузины Афры Клыч, была размещена в кабинете султана во дворце Йылдыз.
Знакомство с султаном состоялось в 1841 году: Абдул-Меджид I, узнавший о красоте и таланте девушки, пригласил её в свои покои, чтобы она написала портрет султана. Пока шла работа над портретом Абдул-Меджид влюбился в Зейнимелек и заключил с ней брак в том же 1841 году. Зейнимелек Ханым-эфенди получила титул второй икбал султана — наложницы султана, не вошедшей в число официальных четырёх жён (кадын-эфенди). Как пишет Харун Ачба, у султана не было детей от Зейнимелек, однако историк Чагатай Улучай, не называя имени матери, пишет, что у Абдул-Меджида была дочь Бехие-султан (22 февраля 1841 — 22 мая 1842/3 июня 1847), матерью которой была вторая икбал султана.
Как пишет Сакаоглу, ссылаясь на Йылмаза Озтуна, Зейнимелек входила в число первых наложниц Абдул-Меджида I, входивших в его гарем в первые годы правления. Она умерла в 1842 году в возрасте всего 18 лет; по предположению Харуна Ачбы Зейнимелек скончалась от туберкулёза. Сведения о месте захоронения Зейнимелек в источниках разнятся: Ачба пишет о тюрбе Накшидиль-султан в мечети Фатих, тогда как Сакаоглу и Сюрея — об одном из мавзолеев Новой мечети.